# Tipula (Vestiplex) bicornuta
Tipula (Vestiplex) bicornuta is een tweevleugelige uit de familie langpootmuggen (Tipulidae). De soort komt voor in het Oriëntaals gebied.